# The Beach Boys
Бич Бојс (енгл. The Beach Boys) амерички је рок састав основан у Хоторну 1961. године. Оригинални састав групе чинили су браћа Вилсон: Брајан, Денис и Карл, њихов рођак Мајк Лoв и пријатељ Ал Џардин. Препознатљиви по вокалним хармонијама и раним песмама на тему сурфовања, једна су од најутицајнијих група рок ере. Јединствени звук бенда заснован је на музици вокалних џез група, рокенрол група из 1950тих и Р&Б-а. Са Брајаном Вилсоном као композитором, аранжером, продуцентом и де факто вођом, често су уграђивали класичне елементе и користили неконвенционалне технике у снимању. 

## Историја
Бич бојси су почели каријеру као рани гаражни бенд који је водио Брајан, а којим је управљао Мари Вилсон, отац браће Вилсон. 1963. године, бенд је постигао светску славу низом од десет најбољих синглова који су приказивали културу младих јужне Калифорније. Музика на тему  сурфовања, аутомобила и романтике, касније је добила назив „Калифорнија саунд”. Највећи хитови из овог времена су Surfin' U.S.A., I Get Around, California Girls. После 1964. године бенд је одустао од тема на плажи, а текстови су добили личну ноту. Такође, почели су да користе и оркестарску музику. 1966. албум Пет Соундс и сингл Добре вибрације (Good vibrations), донели су групи епитет иноватора у периоду који је назван контракултура. Након распуштања пројекта Смајл 1967. године, Брајан је постепено препустио продукцију и писање текстова песама другим члановима бенда, смањујући свој допринос због проблема са менталним здрављем и коришћењем психоактивних супстанци. То је имало велики утицај на комерцијални успех групе.  
Карл је преузео улогу музичког вође све до касних 1970-их, током којих су се показали као успешни извођачи живих наступа. Овај период обележиле су личне борбе и креативне несугласице. Поред албума са новим песмама, током седамдесетих су објавили и албум са обрадама својих највећих хитова. Уследиле су даља неслагања око тантијема, кредита за писање песама и употребе имена бенда. Денис Вилсон се утопио 1983. године, у 39. години живота. Карл Вилсон је умро од рака плућа 1998. Након Карлове смрти, група и њена корпорација, Brother Records Inc (БРИ), дозволили су Мајк Лoву да води турнејски састав под именом „Бич бојс”. На врхове топ листа вратили су се 1988. године са песмом Kokomo, званичним саундтреком за филм Коктел. Иако нису наступили заједно од велике турнеје 2012, Брајан, Џардин и Лoв остали су део БРИ-ја и званични чланови бенда. 
Бич бојси су један од најцитиранијих, комерцијално најуспешнијих и најутицајнијих бендова свих времена. Они су били један од првих независних рок састава и један од ретких америчких бендова који су остварили и одржали успех пре, током и након британске музичке инвазије 1964. године. Између 1960-их и 2010-их, имали су преко 80 песама на топ листама широм света, од чега 36 у америчком Топ 40 (амерички бенд са највећим бројем хитова), а четири су достигле број један на Биллбоард Хот 100. Продали су више од 100 милиона носача звука широм света, што их чини једним од најпродаванијих светских бендова свих времена, и заузели су 12. место на листи магазина Роллинг Стоне из 2004. „100 највећих уметника свих времена”.  Основни квинтет, тројица Вилсона, Лoв и Џардин уведен је у Дворану славних рокенрола 1988. године. 

## Занимљивости
- Иако је велики број песама на почетку каријере био на тему сурфовања, Дејвид Вилсон је био једини члан бенда који се бавио сурфовањем.[6]
- Песма Добре вибрације снимана је у 4 студија, направљено је преко 90 сати снимака и коштала је неколико десетина хиљада долара. У песми су коришћени необични инструменти, попут дромбуља и електро-теремина.[7]

## Дискографија
- Surfin' Safari (1962)
- Surfin' U.S.A. (1963)
- Surfer Girl (1963)
- Little Deuce Coupe (1963)
- Shut Down Volume 2 (1964)
- All Summer Long (1964)
- The Beach Boys' Christmas Album (1964)
- The Beach Boys Today! (1965)
- Summer Days (And Summer Nights!!) (1965)
- Beach Boys' Party! (1965)
- Pet Sounds (1966)
- Smiley Smile (1967)
- Wild Honey (1967)
- Friends (1968)
- 20/20 (1969)
- Sunflower (1970)
- Surf's Up (1971)
- Carl and the Passions – "So Tough" (1972)
- Holland (1973)
- 15 Big Ones (1976)
- The Beach Boys Love You (1977)
- M.I.U. Album (1978)
- L.A. (Light Album) (1979)
- Keepin' the Summer Alive (1980)
- The Beach Boys (1985)
- Still Cruisin' (1989)
- Summer in Paradise (1992)
- Stars and Stripes Vol. 1 (1996)
- That's Why God Made the Radio (2012)